# 浦城城
浦城城（うらしろじょう）、または浦尻城（うらしりじょう）は、宮崎県延岡市浦城町字市場・田ノ浦にあった日本の城。

## 歴史
日向灘に面した南北浦海岸の一部である浦尻湾（浦城湾）の奥にある、南北1500メートル×東西500メートルの「おや鼻」と呼ばれる半島（岬）の標高56メートルの丘陵部を城域とする。浦尻湾の入口部分には、南北方向に長い砂嘴が発達しており、日向灘沖合からはこれに遮られて城の位置する「おや鼻」はもちろん、湾そのものもまったくその存在を知ることができない立地である。
天正6年（1578年）、豊後大友氏による縣侵攻による滅亡時の城主は松田義清といわれる。
築城者およびその年代の詳細は不明であるが、室町時代以来、豊後・瀬戸内海方面とを結ぶ水軍の根拠地であったという。北岸の「矢来場」という地点には、河野越智氏の建立による天文17年（1548年）銘の六地蔵幢（石塔）があり、河野氏系越智水軍の支城であったと考えられている。

## 概況
堀切によって南の尾根と断ち切られた城域は、東西150メートル、南北500メートルに広がっている。湾からのぞめる北部斜面は樹木が多く比較的開けてはいるものの、全域を雑木と藪に覆われており、調査はきわめて困難とされる。調査が進展すれば城域が大きく広がる可能性もあるという。
周囲には「船隠し」「甫場」「すか千軒」「おおや千軒」「のろし山」などの城郭関連の通称地名がのこっており、頂上は見張り台となっている。地元の伝承では、川石を敷き詰めた犬走り（帯曲輪）があり、緊急時には馬に乗った伝令が駆けたという。「甫場」には寺院跡がある。